# Chrtníky
Chrtníky (en allemand : Chertnik) est une commune du district et de la région de Pardubice, en République tchèque. Sa population s'élevait à 111 habitants en 2024.

## Géographie
Chrtníky se trouve à 14 km à l'ouest-sud-ouest de Pardubice, à 30 km au sud-sud-ouest de Hradec Králové et à 85 km à l'est de Prague.
La commune est limitée par Choltice à l'ouest, au nord et à l'est, et par Svinčany et Svojšice au sud.

## Histoire
La première mention écrite de la localité date de 1397.

## Galerie

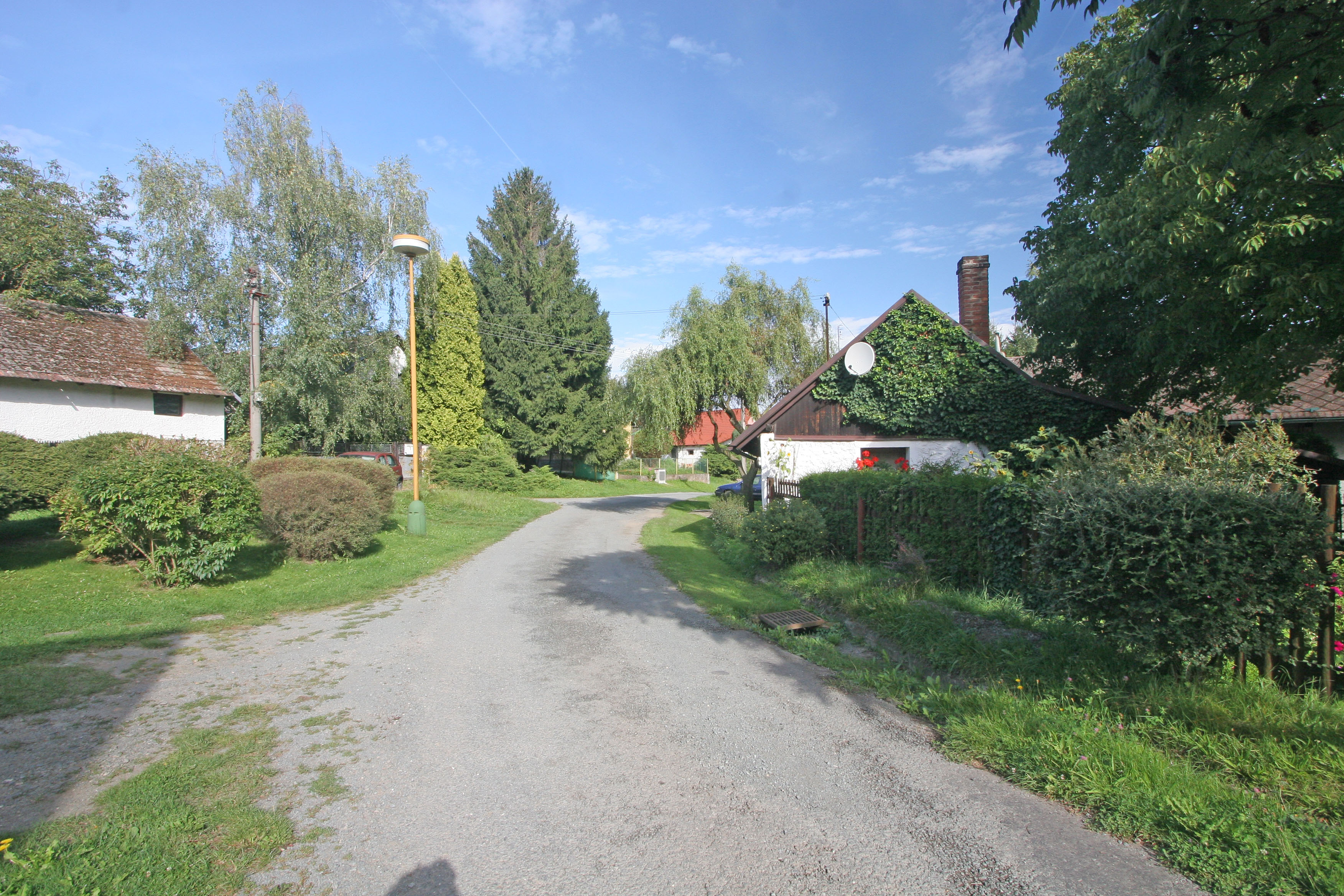
Maisons à Chrtníky.

## Transports
Par la route, Chrtníky se trouve à 8 km de Heřmanův Městec, à 17 km de Chrudim, à 17 km de Pardubice et à 113 km de Prague. 